# Regimin (gemeente)
De gemeente Regimin is een landgemeente in het Poolse woiwodschap Mazovië, in powiat Ciechanowski.
De zetel van de gemeente is in Regimin.
Op 30 juni 2004 telde de gemeente 4988 inwoners.

## Oppervlakte gegevens
In 2002 bedroeg de totale oppervlakte van gemeente Regimin 111,29 km², waarvan:
- agrarisch gebied: 69%
- bossen: 20%

De gemeente beslaat 10,47% van de totale oppervlakte van de powiat.

## Demografie
Stand op 30 juni 2004:
| Omschrijving                   | Totaal | Totaal | Vrouwen | Vrouwen | Mannen | Mannen |
| ------------------------------ | ------ | ------ | ------- | ------- | ------ | ------ |
| eenheid                        | aantal | %      | aantal  | %       | aantal | %      |
| inwoners                       | 4988   | 100    | 2465    | 49,4    | 2523   | 50,6   |
| bevolkingsdichtheid (inw./km²) | 44,8   | 44,8   | 22,1    | 22,1    | 22,7   | 22,7   |

In 2002 bedroeg het gemiddelde inkomen per inwoner 1398,79 zł.

## Administratieve plaatsen (sołectwo)
Grzybowo, Jarluty Duże, Jarluty Małe, Kalisz, Karniewo, Kątki, Klice, Kliczki, Kozdroje-Włosty, Koziczyn, Lekowo, Lekówiec, Lipa, Mościce, Pawłowo, Pawłówko, Pniewo-Czeruchy, Pniewo Wielkie, Przybyszewo, Radomka, Regimin, Szulmierz, Targonie, Trzcianka, Zeńbok.

## Aangrenzende gemeenten
Ciechanów, Czernice Borowe, Grudusk, Opinogóra Górna, Strzegowo, Stupsk